# Rhyssemus zumpti
Rhyssemus zumpti är en skalbaggsart som beskrevs av Rudolph Petrovitz 1956. Rhyssemus zumpti ingår i släktet Rhyssemus och familjen Aphodiidae. Inga underarter finns listade i Catalogue of Life.